# Scott Michael Foster
Scott Michael Foster (Winfield, Illinois, 4 de març de 1985) és un actor estatunidenc.

## Biografia
Foster va néixer a Winfield, Illinois. És l'únic noi de la família i té dues germanes. Va mudar-se a Highland Village Texas, on va començar a interessar-se per l'actuació. Va anar al Briarhill Middle School, i després later al Edward S. Marcus High School on ell es va involucrar en el teatre fins que es graduà el 2003. Toca la guitarra i és cantant en la seva banda d'indie rock Siren's Eye. Van publicar el seu primer EP a iTunes, titulat "Red Room" el 15 de desembre del 2009.

## Filmografia

### Cinema
| Any  | Títol                | Paper           | Notes        |
| ---- | -------------------- | --------------- | ------------ |
| 2005 | The Horrible Flowers | Billy           |              |
| 2009 | Teenage Dirtbag      | Thayer Mangeres |              |
| 2010 | Ashley's Ashes       | Kern            |              |
| 2014 | The Pact 2           | Officer Meyer   |              |
| 2015 | Must Feed and Water  | Alex            | Curtmetratge |
| 2015 | My Dead Boyfriend    |                 |              |

### Televisió
| Any          | Títol                    | Paper                    | Notes                                         |
| ------------ | ------------------------ | ------------------------ | --------------------------------------------- |
| 2007         | The Game                 | Brandon                  | Episodi: "Hit Me With Your Best Shot"         |
| 2007         | Women's Murder Club      | Milo Bishop              | Episodi: "Blind Dates and Bleeding Hearts"    |
| 2007-2011    | Greek                    | John Paul "Cappie" Jones | Series regular, 74 episodis                   |
| 2008         | Quarterlife              | Jed Berland              | Paper recurrent, 3 episodis                   |
| 2011         | Parenthood               | Gary                     | Episodis: "Taking the Leap" i "Slipping Away" |
| 2011         | Law & Order: Los Angeles | Roger                    | Episode: "Runyon Canyon"                      |
| 2011         | Melissa & Joey           | George                   | Paper recurrent, 3 episodis                   |
| 2011         | Friends with Benefits    | Daniel                   | Episodi: "The Benefit of Friends"             |
| 2012         | Californication          | Tyler                    | Paper recurrent, 10 episodis                  |
| 2012         | The River                | Jonas                    | Paper recurrent, 5 episodis                   |
| 2012         | The Closer               | Luke                     | Episodi: "Armed Response"                     |
| 2013         | Zero Hour                | Arron Martin             | 13 episodis                                   |
| 2014         | Halt and Catch Fire      | Hunt Whitmarsh           | 7 episodis                                    |
| 2014–present | Chasing Life             | Leo Hendrie              | Paper recurrent                               |
| 2014         | Once Upon a Time         | Kristoff                 | Paper recurrent, 9 episodis                   |
| 2015         | Boom                     | Wick Briggs              | Pilot                                         |